# Нове Лубкі
Нове Лубкі (пол. Nowe Łubki) — село в Польщі, у гміні Бульково Плоцького повіту Мазовецького воєводства.
Населення — 465 осіб (2011).
У 1975-1998 роках село належало до Плоцького воєводства.

## Демографія
Демографічна структура станом на 31 березня 2011 року:
|          | Загалом | Допрацездатний вік | Працездатний вік | Постпрацездатний вік |
| -------- | ------- | ------------------ | ---------------- | -------------------- |
| Чоловіки | 216     | 58                 | 145              | 13                   |
| Жінки    | 249     | 61                 | 142              | 46                   |
| Разом    | 465     | 119                | 287              | 59                   |